# Victoria Borisova-Ollas
Victoria Borisova-Ollas, född 21 december 1969 i Vladivostok i Ryssland, är en svensk tonsättare av ryskt ursprung. 
Victoria Borisova-Ollas utbildade sig vid Tjajkovskijkonservatoriet i Moskva. Hon kom till Sverige 1992. I Sverige fortsatte hon sin utbildning vid musikhögskolorna i Stockholm och Malmö. Hon har även utbildat sig vid Royal College of Music i London.
Hennes genombrott kom 1998 med verket Wings of the Wind som fick andra pris i tävlingen Masterprize i Storbritannien.
Hennes musik har framförts av bland annat Kungliga Filharmoniska Orkestern, Helsingborgs symfoniorkester, finländska Radions symfoniorkester i Finland, BBC Philharmonic Orchestra, London Symphony Orchestra, Pittsburgh Symphony Orchestra, Helsingfors stadsorkester, Raschèr Saxophone Quartet och KammarensembleN.
Victoria Borisova-Ollas var föremål för en tonsättarweekend på Stockholms konserthus i april 2013
Victoria Borisova-Ollas invaldes i Föreningen Svenska Tonsättare 1999 och som ledamot av Kungliga Musikaliska Akademien den 12 maj 2008.

## Priser och utmärkelser
- 1997 – Kungliga Musikaliska Akademien, stipendium för studier vid Royal College of Music i London
- 2000 – Föreningen svenska tonsättares stipendium
- 2005 – Christ Johnson-prisen, mindre priset för Triumph of Heaven
- 2006 – TCO:s kulturpris
- 2008 – Ledamot av Kungliga Musikaliska Akademien
- 2008 – Musikförläggarnas pris för The Ground Beneath Her Feet
- 2009 – Rosenbergpriset
- 2010 – Musikförläggarnas pris för Golden Dances of the Pharaohs
- 2011 – Christ Johnson-prisen, stora priset för Golden Dances of the Pharaohs
- 2016 - Musikföreningens i Stockholm körtonsättarstipendium
- 2017 - Expressens pris Spelmannen för 2016[4]
- STIM:s stipendium 1998, 2000, 2001, 2003

## Verkförteckning
- 1994 – Image – Reflection för 2 violiner och symfoniorkester
- 1995 – Rainbow Hunt för flöjt, saxofon, gitarr, slagverk och tape
- 1995 – A Shadow of the Night för stråkorkester
- 1996 – Creation of the Hymn för stråkkvartett
- 1996 – Hymn i sten för piano
- 1996 – Octagon för piano och symfoniorkester
- 1997 – Schreitende Alléen för symfoniorkester
- 1997 – Wings of the Wind för symfoniorkester
- 1998 – Behind the Shadows för viola, cello, kontrabas och slagverk
- 1998 – ...im Klosterhofe för cello, piano och tape
- 1999 – ...ein schöner Winterabend in Sachsen för violin och piano
- 1999 – Roosters in Love för saxofonkvartett
- 2000 – Adoration of the Magi in the Snow, en polyfonisk fantasi för orgel
- 2000 – Silent Island för piano
- 2001 – Symfoni nr 1 The Triumph of Heaven för symfoniorkester
- 2002 – Ce n'est pas le geste qui dure ...  för flöjt, gitarr, viola och cello
- 2002 – Colours of Autumn för stråkorkester
- 2002 – A Midnight Bell för piano
- 2003 – Keter för 12 saxofoner
- 2003 – The Kingdom of Silence för symfoniorkester
- 2004 – Secret Beauty of Waters för piano
- 2004 – Serenade for Twins för piano
- 2005 – Before the Mountains Were Born för träblås och orkester
- 2005 – In a World Unspoken för saxofonkvartett och orgel
- 2005 – Seven Singing Butterflies för klarinett och stråkkvartett
- 2006 – Open Ground för symfoniorkester
- 2007 – The Ground Beneath Her Feet en scenföreställning för orkester, sångare och berättare (text Edward Kemp efter en roman av Salman Rushdie)
- 2008 – Angelus för symfoniorkester
- 2008 – Hamlet drama för trombon och orkester (text William Shakespeare)
- 2008 – Psalm 42: Wie der Hirsch schreit för orkester, två solister, blandad kör och orgel
- 2009–11 – Djurgården Tales för två pianon
- 2010 – Golden Dances of the Pharaohs för klarinett and symfoniorkester
- 2010 – Träumerei, transkription för symfoniorkester av ett pianostycke av Robert Schumann
- 2010 – Wunderbare Leiden, fantasi över teman av Robert och Clara Schumann för två pianon och symfoniorkester
- 2013 – Creation of the Hymn för stråkorkester
- 2015 – Vinden som ingenting minns för kör och orkester
- 2017 – Dracula opera